# Rosey E. Pool
Rosey E. Pool (Amsterdam, 7 mei 1905 – Londen, 29 september 1971) was een Nederlandse schrijfster, dichteres, docente en vertaalster. In het interbellum was ze actief in de arbeidersbeweging en antifascistische groepen. Tijdens de Tweede Wereldoorlog gaf ze les aan het Amsterdamse Joods Lyceum en was ze actief in het verzet. Ze was een van de weinigen die ontsnapten uit Kamp Westerbork. 
In de jaren vijftig en zestig trok ze herhaaldelijk naar de Verenigde Staten om lessen en lezingen te geven over Afro-Amerikaanse poëzie, maar ook over Anne Frank, aan wie ze les had gegeven. Rosey Pool groeide uit tot een bekendheid door de parallel die ze trok tussen de anti-Joodse maatregelen van de nazi's en de Amerikaanse rassensegregatie. In Nederland werd ze bekend door radio- en televisieoptredens voor de VARA, VPRO, en de BBC Dutch Service.

## Levensloop
Rosey Pool groeide op in de Amsterdamse Jodenbuurt. Ze werd eind jaren twintig actief in de Arbeiders Jeugd Centrale (AJC) en tevens lid van de Sociaal Democratische Studenten Club (SDSC). In 1927 was zij een van de oprichters van de Socialistische Kunstenaars Kring (SKK). Ze kreeg enige beroemdheid door haar declamaties voor VARA-radio. Ze haalder haar lesbevoegdheid en ging daarna Nederlands studeren aan de Universiteit van Amsterdam.
Kort nadat Pool zich in augustus 1927 verloofde met de Berlijnse jurist en latere Hamburgse politicus Gerhard Kramer (1904-1973) verhuisde zij naar Berlijn. Aldaar studeerde ze Engelse literatuur aan de Friedrich-Wilhelms-Universität, de latere Humboldtuniversiteit. Ze promoveerde er mogelijk op haar proefschrift De poëzie van de Amerikaanse neger. In 1935 scheidden Kramer en Pool. Vanuit Berlijn hielp Pool Duitse Joden te vluchten naar Nederland, door hen adressen te verstrekken. Pool bleef in contact met Nederland, zo was ze betrokken bij de Socialistische Jeugd Vereniging (SJV) en ze correspondeerde onder andere met RSP-voorman Henk Sneevliet. In januari 1939, kort na de Kristallnacht, keerde ze terug naar Amsterdam.
In Amsterdam gaf zij Engelse les, onder andere aan Joodse vluchtelingen in het Lloyd Hotel. Zij bewoog zich in kunstenaarskringen en ontmoette onder andere Willem Sandberg en Chaja Goldstein. In de Tweede Wereldoorlog gaf ze les aan het Joods Lyceum in Amsterdam. Anne Frank was een van haar leerlingen. Eind jaren 1930 raakte Pool betrokken bij de Duits-Joodse verzetsgroep Van Dien, die zich rondom Tehuis Oosteinde vormde. Bekende leden van deze groep waren Milo Anstadt, Werner Stertzenbach en Susanne Heynemann. In mei 1943 werd ze in Amsterdam tijdens een razzia opgepakt en belandde vervolgens in Kamp Westerbork. Met hulp van haar verzetsgroep wist ze in september uit dit kamp te ontsnappen. Ze dook onder in Baarn, en schreef daar verzetspoëzie. Rosey Pool was een van de weinige Nederlandse Joden die de oorlog overleefde: haar ouders en broer worden vermoord in Sobibór.
Na de bevrijding leerde ze Nola Hatterman kennen, waarna zij zich professioneel met zwarte literatuur ging bezighouden. Pool hield lezingen over Afro-Amerikaanse en Afro-Caribische literatuur en poëzie op tentoonstellingen van Hatterman. Pool bevond zich in kringen rond de Vereniging Ons Suriname en schreef voor het tijdschrift Wikor. Op verzoek van Otto Frank maakte ze een Engelse vertaling van het dagboek van Anne Frank die echter niet werd gebruikt.
In 1949 verhuisde  Pool naar Londen, waar zij introk bij haar partner Ursel 'Isa' Isenburg (1901-1987). In de jaren 1950 en 1960 werkte ze voor de BBC Radio en voor de BBC Dutch Service, die Nederlandstalige programma's uitzond. Vanuit Londen werd ze actief in de Zwarte burgerrechtenbeweging in de Verenigde Staten. Pool zag een verband tussen Afro-Amerikaanse verzetspoëzie en verzetspoëzie tegen het nazi-regime in de jaren dertig en veertig. Ze richtte zich met name op Afro-Amerikaanse literatuur en poëzie. Waardering voor zwarte kunst was volgens Pool essentieel in de zwarte emancipatie. Pool had contact met vele Afro-Amerikaanse schrijvers en dichters uit de Harlem Renaissance, waaronder Countee Cullen, Langston Hughes, W.E.B. Du Bois en uit de Black Arts Movement, zoals Naomi Madgett, Margaret Danner en Robert Hayden.
In september 1958 bracht zij, met hulp van uitgever Paul Breman en voordrachtskunstenaar Otto Sterman, de Amerikaanse socioloog W.E.B. Du Bois naar Den Haag. Een informant van het FBI rapporteerde dat deze bijeenkomst 'anti-Amerikaans' was.
Tussen 1959 en 1967 reisde Pool diverse malen naar de Verenigde Staten met beurzen van Fulbright en het United Negro College Fund. Zij hield daar lezingen over Afro-Amerikaanse literatuur en over haar voormalige leerlinge Anne Frank, die plotseling beroemd werd dankzij het Broadway-toneelstuk over haar en de verfilming daarvan. Pool vertelde onder andere dat Anne Frank een heel normaal meisje was en weerlegde hardnekkige geruchten dat het dagboek door iemand anders geschreven zou zijn. Pool werkte langere tijd aan overwegend zwart-Amerikaanse colleges en universiteiten, waaronder Livingstone College (North Carolina), Tougaloo College (Mississippi), en Alabama A. & M. College (Alabama).
In 1961 reisde ze naar Lagos, Nigeria, samen met de American Society of African Culture (AMSAC). In 1966 was Pool een van de juryleden van het World Festival of Black Arts, gehouden te Dakar. Zij had een belangrijke rol in de uitreiking van de poëzieprijs aan de Afro-Amerikaanse dichter Robert Hayden. De prijs zou een belangrijke stimulans voor zijn carrière blijken. In de categorie 'reportage' reikte de jury een prijs uit aan Nelson Mandela.
Rosey Pool overleed in 1971 in Londen aan de gevolgen van leukemie.

## Werk
Pool schreef in haar leven meer dan 150 publicaties (boeken, artikelen, recensies, vertalingen, etcetera). Ze werd het bekendst om de bloemlezingen van Afro-Amerikaanse poëzie: Ik zag hoe zwart ik was (1958) en Ik ben de Nieuwe Neger (1965). In Engeland kwamen haar bloemlezingen Black and Unknown Bards (1958) en Beyond the Blues (1962) uit.
Hoewel ze een groot deel van haar leven in het buitenland woonde, bleef Pool een sterke band met Nederland houden. Zo maakte ze lesboeken voor het middelbaar onderwijs. Ook verscheen poëzie van haar in bundels als Het klein heelal: Een bundel moderne gedichten voor het voortgezet onderwijs (Amsterdam: Meulenhoff, 1960).
Pool schreef voor bladen als De Gids en Vrij Nederland, vertaalde diverse boeken, toneelstukken en radio-hoorspelen. Ook verscheen ze regelmatig op radio en televisie bij de VPRO, de KRO, de Wereldomroep en de BBC Dutch Service. Zij was een intermediair tussen uitgevers in Nederland en Londen en vertaalde een drietal boeken van Annie M.G. Schmidt naar het Engels.

## Persoonlijk leven
Na haar huwelijk met Gerhard Kramer trouwde Rosey Pool niet meer. Ze woonde in het Berlijn van de jaren 1930 samen met haar vriendin Lena Fischer. Na de oorlog leefde ze in Londen samen met Isa Isenburg. In het openbaar profileerde Pool zich niet als biseksueel of lesbisch, maar zij schreef wel voor het COC-maandblad Vriendschap. 

## Biografieën
Pool publiceerde in 1968 de autobiografische bundel met essays die Lachen om niet te huilen was getiteld. In 1986 voltooide Anneke Buys een manuscript over Pool, dat echter nooit werd uitgegeven. In 2020 promoveerde Lonneke Geerlings op een proefschrift over Rosey Pool. In december 2020 maakte Sandra Rottenberg een podcast genaamd Ik zag hoe zwart ik was. Een Joodse vrouw op de bres voor Afro-Amerikaanse dichters. In 2023 verscheen bij uitgeverij Atlas Contact een biografie over Pool getiteld De vele levens van Rosey Pool - Strijdbaar van Westerbork tot Mississippi, het is een bewerkte versie van het proefschrift van Lonneke Geerlings.